# 布雷姆克河 (霍佩克河支流)
51°22′14.3″N 8°37′21.9″E / 51.370639°N 8.622750°E

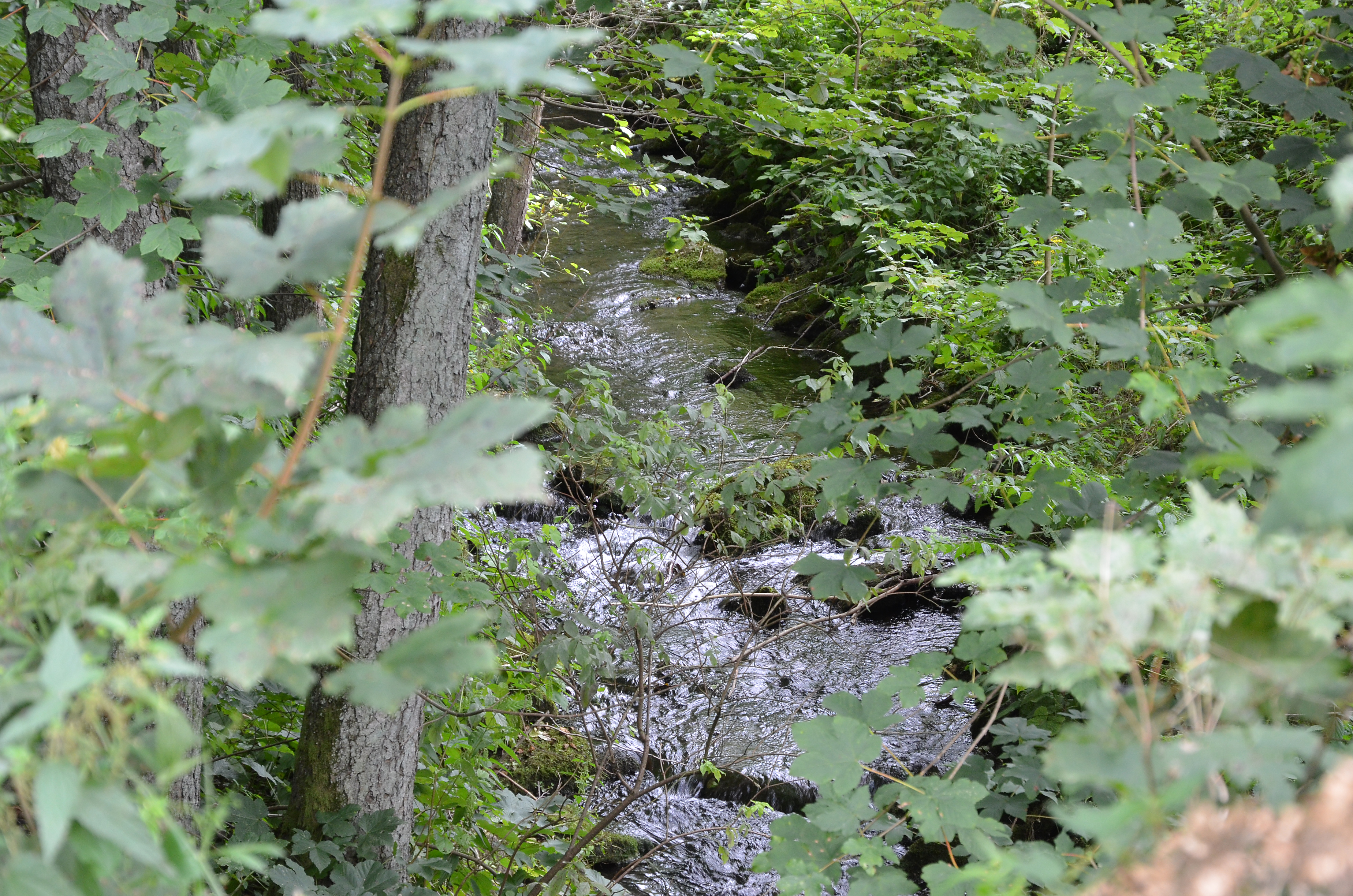

布雷姆克河（德語：Bremecke），是德國的河流，位於該國西部，流經北萊茵-威斯特法倫州，屬於霍佩克河的右支流，河道全長5.3公里，流域面積8.1平方公里。